# Silwana Tschauschewa
Silwana Tschauschewa (* 19. Mai 1995 in Smoljan; bulgarisch Силвана Чаушева) ist eine bulgarische Volleyballspielerin.

## Karriere
Tschauschewa spielte in der Saison 2015/16 beim rumänischen Verein CS Volei Alba-Blaj. Anschließend war sie in ihrem Heimatland bei VK Mariza Plowdiw aktiv. Mit den bulgarischen Juniorinnen nahm sie 2017 an der U23-Weltmeisterschaft teil. Danach wechselte sie in die italienische Liga zu Yamamay Busto Arsizio. Mit der A-Nationalmannschaft belegte Tschauschewa bei der Weltmeisterschaft 2018 den zwölften Rang. Dann wurde sie vom deutschen Bundesligisten SC Potsdam verpflichtet. Während sie in der Nationalmannschaft als Diagonalangreiferin agiert, kommt sie in Potsdam als Außenangreiferin zum Einsatz.